# Выхованец, Иван Романович
Иван Романович Выхова́нец (укр. Іван Романович Вихованець; 9 октября 1935, Колосовая — 9 января 2021, Киев) — украинский лингвист, доктор филологических наук (1984), профессор (1989), член-корреспондент HAH Украины (1992), почётный профессор Волынского национального университета (2002).

## Биография
Окончил Львовский университет (1959).
Работал в Институте языкознания имени А. А. Потебни АН УССР (1967—1987), потом заведовал кафедрой украинского языка в Луцком педагогическом институте (1987—1991). С 1991 года — в Институте украинского языка HAH Украины — заведующий отделом истории и грамматики украинского языка.

## Научная деятельность
Главные сферы научных интересов — синтаксис и морфология украинского языка, культура украинского языка, общая лингвистика.

## Основные научные труды
- В соавторстве: Сучасна українська літературна мова. Синтаксис : [кол. монографія] / Ордена Труд. Червон. Прапора Ін-т мовознавства ім. О. О. Потебні АН УРСР; За загальною редакцією акад. АН УРСР І. К. Білодіда; Відповідальний редактор член-кореспондент АН УРСР О. С. Мельничук. — Київ: Наукова думка, 1972. — 511, [4] c.
- Прийменникова система української мови. — Київ: Наукова думка, 1980. — 286 с.
- Грамматика украинского языка. — Киев, 1982. (в соавторстве)
- В соавторстве: Семантико-синтаксична структура речення. — Київ: Наук. думка, 1983. — 219 с.
- Система відмінків української мови. — Київ: Наук. думка, 1987. — 232 c.
- Частини мови в семантико-граматичному аспекті / І. Р. Вихованець; АН УРСР, Ін-т мовознавства ім. О. О. Потебні. — Київ: Наук. думка, 1988. — 255, [1] c.
- Очерки по функциональному синтаксису украинского языка. — Киев, 1992.
- Теоретическая морфология украинского языка Академическая грамматика украинского языка. — Киев, 2004. — ISBN 966-7671-60-7 (в соавторстве).
- Грамматика украинского языка. Синтаксис: Учебник. — Киев, 1993. — ISBN 5-325-00174-4
- Изучаем украинский язык. Расширенный курс: пособие. — 1993, 1996. (в соавторстве)
- цикл исследований «Граматическая структура украинского языка», премия им. И. Я. Франко, (1989).

Автор научно-популярных книг «В мире грамматики», 1987; «Тайна слова», 1990. Один из составителей «Словаря украинского языка» (т. 1-11, 1970-80) и словаря-справочника «Украинское литературное произношение и ударение» (1973). Работал также в области художественного перевода. Член редколлегии и один из авторов энциклопедии «Украинский язык» (2000, 2004).